# Ван Чживэй
Ван Чживэ́й (кит. упр. 王智伟, пиньинь Wáng Zhìwěi, род. 18 июля 1988) — китайский стрелок, бронзовый призёр Олимпийских игр.

## Биография
Ван Чживэй родился в 1988 году в Янцюане провинции Шаньси. В 2007 году занял первое место по стрельбе из пневматического пистолета на 6-й Спартакиаде городов КНР. В 2010 году вошёл во второй состав национальной сборной.
На Олимпиаде 2012 года Ван Чживэй стал обладателем бронзовой медали.